# Peytoia
Peytoia es un género de radiodontos húrdidos que vivió en el período Cámbrico y que contiene dos especies, Peytoia nathorsti y Peytoia infercambriensis. Sus dos apéndices frontales tenían largas espinas en forma de cerdas, no tenía cola en forma de abanico y sus ojos cortos y pedunculados estaban detrás de su gran cabeza.
Los paleontólogos han determinado que estos atributos descalifican a Peytoia del estatus de superdepredador (a diferencia de Anomalocaris), en la medida en que utilizaba sus apéndices para filtrar el agua y los sedimentos del fondo marino para encontrar alimento.
Se conocen 108 ejemplares de Peytoia en el Gran Lecho de Filópodos, donde constituyen el 0,21% de la comunidad.

## Clasificación
Peytoia pertenece a la familia Hurdiidae, y está estrechamente relacionado con el género contemporáneo Hurdia.

## Descubrimiento e historia

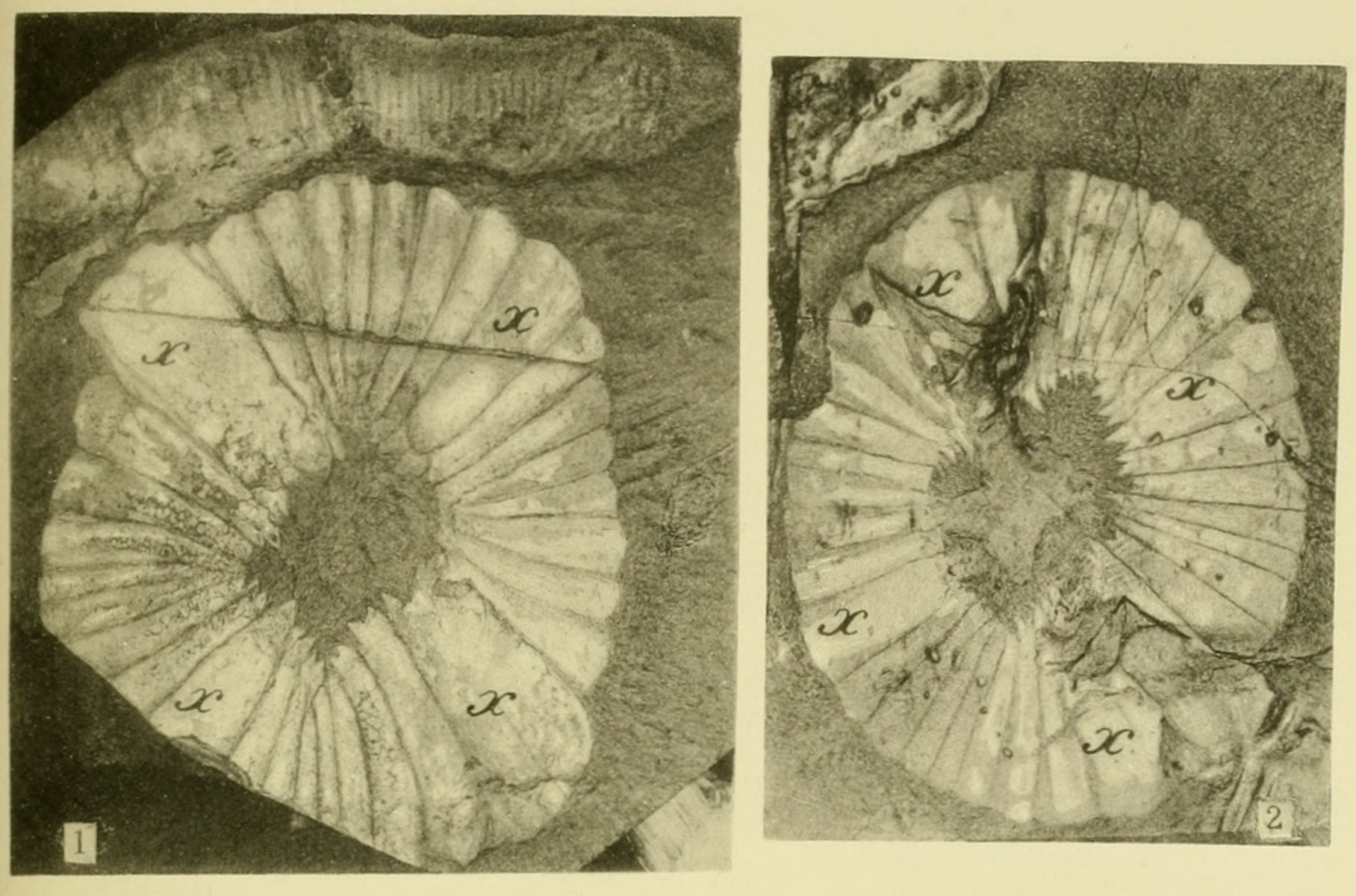
Conos orales de Peytoia nathorsti descritos por Walcott

La historia de Peytoia está enredada con la de "Laggania" y Anomalocaris: los tres fueron identificados inicialmente como partes aisladas del cuerpo y sólo más tarde se descubrió que pertenecían a un mismo tipo de animal. Esto se debió en parte a su composición de una mezcla de partes del cuerpo mineralizadas y no mineralizadas; el cono oral (boca) y el apéndice frontal eran considerablemente más duros y fáciles de fosilizar que el delicado cuerpo.
El primero fue un apéndice frontal desprendido de Anomalocairs, descrito por Joseph Frederick Whiteaves en 1892 como un crustáceo filocárido, porque se parecía al abdomen de los organismos de ese taxón. El primer cono oral fosilizado fue descubierto por Charles Doolittle Walcott, que lo confundió con una medusa y lo situó en el género Peytoia. En el mismo artículo, Walcott describió un espécimen de cuerpo mal conservado como Laggania; lo interpretó como un holoturio (pepino de mar). En 1978, Simon Conway Morris observó que las piezas bucales de Laggania eran idénticas a las de Peytoia, pero interpretó que esto indicaba que Laggania era un fósil compuesto de Peytoia y de la esponja Corralio undulata. Más tarde, mientras limpiaba lo que creía que era un espécimen no relacionado, Harry B. Whittington retiró una capa de piedra de recubrimiento para descubrir el "brazo" inequívocamente conectado que se creía que era un abdomen de filocárido y el cono bucal que se creía que era una medusa. Whittington relacionó las dos especies, pero los investigadores tardaron varios años más en darse cuenta de que Peytoia,  Laggania y el apéndice frontal, continuamente yuxtapuestos, representaban una sola criatura enorme. Laggania y Peytoia fueron nombradas en la misma publicación, pero Simon Conway Morris seleccionó Peytoia como nombre válido en 1978, por lo cual se convirtió en el nombre válido según las normas de la Comisión Internacional de Nomenclatura Zoológica
Una segunda especie, Peytoia infercambriensis, fue nombrada en 1975 como Pomerania infercambriensis. Su descubridor, Kazimiera Lendzion, la interpretó como un miembro de Leanchoiliidae, una familia que ahora se conoce como parte de los megaqueiros, artrópodos no relacionados con los radiodontos. Posteriormente fue rebautizado como Cassubia infercambriensis porque el nombre Pomerania ya había sido utilizado para un ammonoideo. C. infercambriensis fue reconocido posteriormente como un radiodonto. Más tarde se determinó que el espécimen era un compuesto de un apéndice frontal de radiodonto y el cuerpo de un artrópodo desconocido. Debido a la gran similitud del apéndice con Peytoia nathorsti, C. infercambriensis fue reasignado a Peytoia.